# Segersäng (stacja kolejowa)

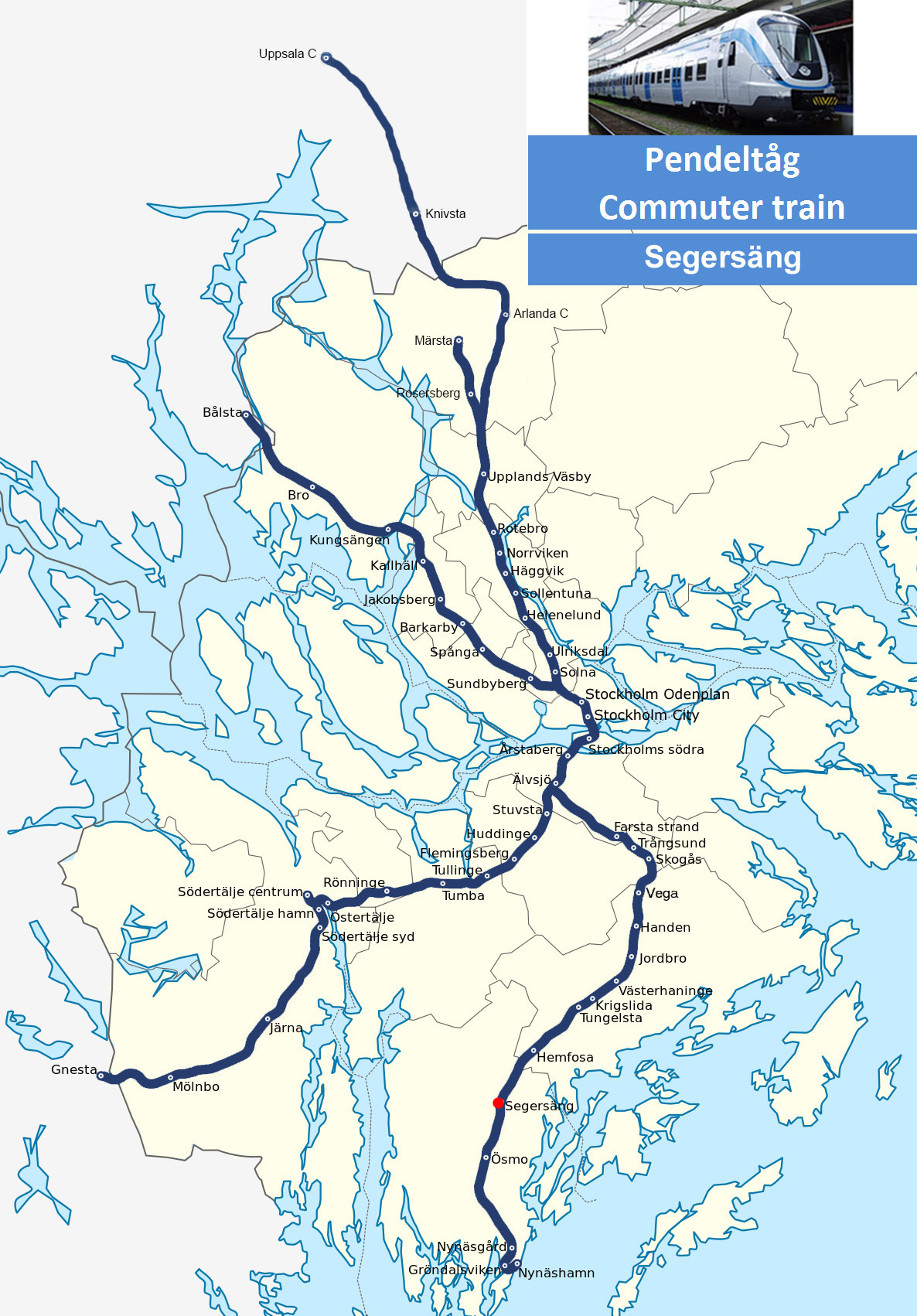
Położenie stacji na sieci Pendeltåg

Segersäng – stacja kolejowa w Segersäng, w Gminie Nynäshamn, w regionie Sztokholm, w Szwecji. Znajduje się na Nynäsbanan i jest obsługiwana przez pociągi Pendeltåg w Sztokholmie.
Obecna stacja została otwarta w 2008 roku. Posiada jeden peron wyspowy. Czas podróży do centrum Sztokholmu wynosi 50 minut. Dziennie obsługuje około 200 pasażerów.

## Linie kolejowe
- Nynäsbanan